# Стипендия Маршалла
Стипендии Маршалла (англ. Marshall Scholarship) — престижная стипендия для американских студентов, имеющих степень бакалавра и средний балл (GPA) — 3,7 и выше, предоставляющая возможность продолжить обучение на магистра или доктора в университете Великобритании. Учреждена парламентом Великобритании в 1953 году как подарок США в знак признания американской программы помощи Европе после Второй мировой войны, известной как план Маршалла. Первые лауреаты стипендии Маршалла приступили к научным исследованиям осенью 1954 года, группа состояла из восьми мужчин и четырёх женщин, выбранных из более 700 претендентов. В настоящее время число выпускников составляет около 1500, в основном из Соединённых Штатов.
Стипендия Маршалла полностью финансирует два (максимум три) года обучения в любом университете Великобритании по любой специальности. Ежегодно её лауреатами становятся около 40 человек. Большинство из них предпочитает продолжить образование в Оксфордском, Кембриджском университетах, Лондонской школе экономики и политических наук или в одном из других крупных университетов Лондона, однако принимали участие в работе университетов по всей Великобритании, многие из которых считаются одними из лучших в мире.